# Krómozás

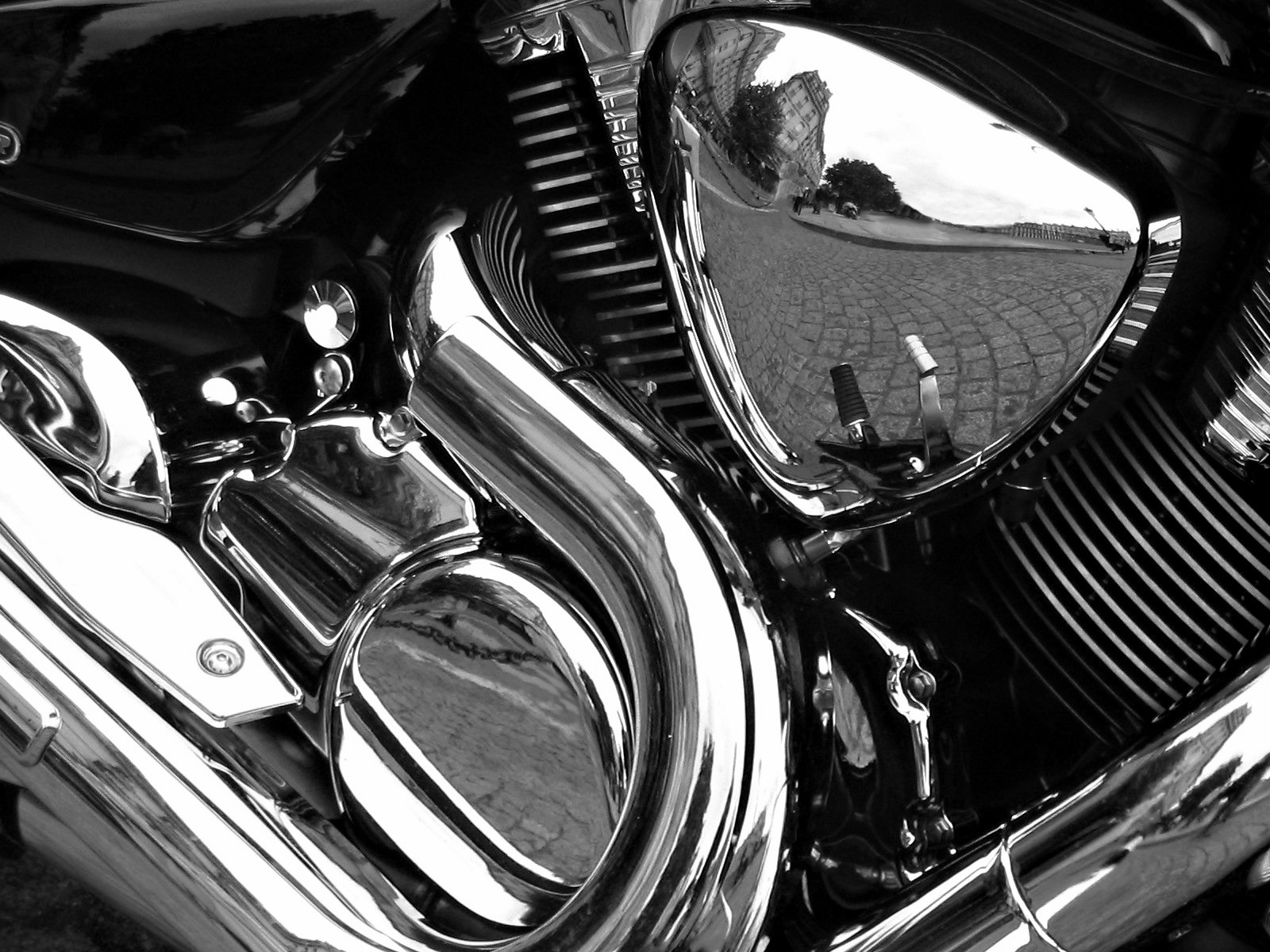
Díszítő krómozás motorkerékpáron

A krómozás egy olyan folyamat, amikor egy fémtárgy felületén króm válik ki. Amennyiben nikkellel kombinálva viszik fel a fémréteget, akkor a tárgy szebb lesz, és jobban ellenáll a maró anyagoknak. Az eljárás során a króm sóinak oldatából a katódon elektrolízissel króm válik ki (galvanizálás).

## Krómozás
A galvanikusan leválasztott krómbevonat kemény, kopásálló, korrózióállósága jó, oxidálóanyagok hatására felületén vékony oxidréteg alakul ki, amely csökkenti korrózióját. A műszaki célokra leválasztott krómbevonatok esetén a bevonat kopásállósága, keménysége a döntő. A krómbevonat jól ellenáll gázok, savak (sósav (HCl) és folysav (HF) kivételével) sók, lúgok korróziós hatásának. 
Fő alkalmazási területei:
- díszítő krómozás,
- műszaki krómozás (kemény krómozás).

Díszítő krómozás esetén vékony krómbevonatot választanak le, általában nikkel közbenső rétegre. A bevonat szerepe itt kettős: csökkenti a nikkelbevonat elmattulását, és növeli a korrózióállóságot.
A műszaki célokra leválasztott bevonat növeli a munkadarabok kopásállóságát csúszó és súrlódó igénybevételek esetén.
A króm vegyületeiben általában három vagy hat vegyértékű. Mindkét vegyületcsoport vizes oldatából a króm galvanikusan leválasztható. A leválasztott réteg fizikai és kémiai tulajdonságai nagymértékben függnek az alkalmazott elektrolit összetételétől, a hőmérséklettől és a leválasztás körülményeitől.
A krómot túlnyomórészt hat vegyértékű vegyületeiből választják le, jóllehet a három vegyértékű vegyületekből való leválasztás kevesebb elektromos energiát igényel. Ennek az az oka, hogy a három vegyértékű krómot tartalmazó elektrolitokból krómbevonat csak szigorú feltételek között készíthető.
A hat vegyértékű krómot tartalmazó vizes oldatok elektrolízisekor a redukció több lépcsőben megy végbe. A hat vegyértékű króm először három vegyértékűvé redukálódik:
{\displaystyle {\ce {HCrO4 + 3H2O + 3e- -> Cr^3+ + 7OH-}}}
A redukció következtében a katód közvetlen közelében az elektrolit lúgosodik, a katód felületén pedig jól tapadó króm-hidroxid-kromát-réteg képződik
{\displaystyle {\ce {Cr^3+ + OH- + CrO4^{2-}-> Cr(OH)CrO4}}}
Mivel a kromátionok így nem érintkeznek közvetlenül a katód felületévei, a króm redukciója csak króm(III)-ig megy végbe. A katód felületén molekuláris vastagságú féligáteresztő hártya alakul ki, amely megakadályozza áram áthaladását.
Ha az elektrolitba idegen savat adagolnak (kénsav, hidrogén-fluor hidrogén-((hexafluoro-szilikát(Vl)), ill. a belőlük összeállított savkeverékek)) a katód felületén levő bázikus kromátréteg oldódik, az oldatban levő króm(VI) króm(III) redukciója folyamatossá válik, és a króm(III) redukciója króm(II)-n keresztül:
Cr^(3+)+ 2e→Cr^(2+)
Cr^(2+)+  2e →Cr
Az oldatból a krómleválás mellett még jelentős mennyiségű hidrogéni-, töltését veszti, és hidrogéngáz szabadul fel:
2 H^++ 2e→ H_2
Emiatt a krómleválasztásra vonatkoztatott katódos áramkihasználás kicsi.
A katódos áramkihasználás egyébként függ az alkalmazott idegen savtól és annak koncentrációjától. 
Az idegen sav koncentrációjának növelésével a katódos áramkihasználás először meredeken nő, elér egy maximumot és utána ismét csökken.
Használható krómbevonat csak a krómsav és idegensav-koncentráció meghatározott arányaival érhető el 
CrO_3+  ∶C_(idegen sav)=100…120
Ezért rendkívül nagy gondot kell fordítani ezeknek az arányoknak az ellenőrzésekre, és a szükséges korrekciók végrehajtására. Ha az elektrolit idegensav tartalma kicsi, foltos szivárványos krómréteg válik le. Ha az idegensav adott határokat meghalad, a krómleválás csökken, majd teljesen meg is szűnik.
A fluorid, ill. fluoro-szilikát-tartalmú oldatokból leválasztott krómréteg esetén az áramkihasználás meghaladja a kénsavas elektrolitokkal elérhető áramkihasználást, s így bennük a krómleválás nagyobb. Ez az előny elsősorban a vastag műszaki krómbevonatok során realizálható.
Fogén-fluoridos, illetve fluoro-szilikát-tartalmú elektrolitoknak hátrányai is vannak:
- Rövid élettartam,
- sok bomlástermék,
- az elektrolit nagyon agresszív, a felhasznált anódkopási sebessége nagy.

A levált krómbevonat keménysége, fénye függ az elektrolit hőmérséklet-alkalmazott katódos áramsűrűségtől. 
katódos áramkihasználás a krómozó elektrolitokkal 10-25% között nagyságát a következők határozzák meg:
- elektrolit krómsav tartalma
- az alkalmazott idegen sav fajtája és koncentrációja, - a katódos áramsűrűség,
- az üzemelési hőmérséklet.

A katódos áramkihasználás nagysága a krómsav koncentráció függvényében különféle idegen savak alkalmazásakor: 
Az optimális krómsav/idegen sav arány, a katódos áramkihasználást növeli:
- az elektrolit hőmérsékletének csökkentése.
- az elektrolit krómsav koncentrációjának csökkentése,
- a katódos áramsűrűség növelése.

Az elektrolitban levő három vegyértékű króm, valamint vas- és rézszennyeződés csökkenti az áramkihasználást, és az elektrolit vastartalma (20 g/l felett) csökkenti a fényes leválás intervallumát is.
A gyakorlati krómozásban rendkívül fontos a leválasztott bevonat egyen-vastagsága (szórás) és az elektrolit fedőképessége.
Az elektrolit szórása függ:
- az elsődleges árameloszlástól,
- az alkalmazott hőmérséklettől és áramsűrűségtől.

A növekvő hőmérséklet rontja, a növekvő katódos áramkörűség javítja az elektrolit szórását.
A krómozó elektrolitok szórása közismerten rossz. Ez különösen nagy gondot okoz nagy felületű és profilos alkatrészek 
krómozásakor. Ezért a csúcsokon, éleken és egyéb felületen jelentkező, a szükségesnél nagyobb rétegvastagságban leváló krómbevonatot árnyékolással és speciális felfüggesztési technikával kell megakadályozni. Ugyanakkor segédanódok alkalmazásával gondoskodni kell arról, hogy a szükséges rétegvastagságú krómbevonat a mélyedésekben is kialakuljon.
Profilos tárgyak krómozásakor főleg díszítő bevonatok készítése esetén a mélyedésekben a krómleválás úgy is megvalósítható. hogy az elektrolízis 30 s-ig nagy, 60 s-tól 20 A/dm2 áramsűrűséggel krómoznak (becsapatás után az áramsűrűséget csökkentik azért, hogy a munkadarab egyéb helyein tartósan ne lépjék túl az előírt áramkörűség értékeket).
A krómozó elektrolitok fedőképessége függ a megmunkálandó alkatrésztől felületi állapotától. Rézből és sárgarézből készült alkatrészek könnyebben krómozhatók, mint hasonló acél, ill. öntöttvas alkatrészek.

### Védő-díszítő krómozás
Nikkel-króm vagy réz-nikkel-króm bevonatrendszerben a fedőrétegként krómréteg vastagsága: 0.25-0,5 mikron. A bevonat lehet repedezett, repedésmentes, mikropórusos vagy mikrorepedéses. 
A következő elektrolitok alkalmazhatók:
- Kénsavas elektrolitok.

Az elektrolit összetétele és az üzemi feltételek:
Króm(VI)-oxid, Cr03, 300-350 g/ l
V, H2SO4, 2,5-3,5 g/l
Króm (VI)-oxid—kénsav arány	100 - 120/l
Hőmérséklet, 35-45 °C
Katódos áramsűrűség, 10-20 A/dm2	Leválási sebesség, 0,1 m/min	Feszültség, 4-5 V	
- Önszabályozó elektrolitok.

A krómbevonat optimális leválási feltételeit az elektrolit idegensav-tartalma határozza meg. Ez különösen fluoridtartalmú elektrolitokban a fluoridion állandó ellenőrzését követeli meg. Az üzemeltetés egyszerűsíthető, ha katalizátorként a kérdéses sav sójának telített oldalát használják. Az elektrolitba a katalizátort feleslegként adagolják, és a felesleg a műveleti kád aljára válik ki, és automatikusan oldódik, ha kihordás miatt koncentráció csökken, vagy az elektrolízis hőmérséklete nő.
Egy ilyen elektrolit összetétele és az üzemi feltételek:
Króm(VI)-oxid, Cr03, g/l	250–300
Stroncium-szulfát, SrSO4, g/l	1–4
Kálium-sziliko-fluorid, K,SiF6, g/l	2,5–7,5
Stroncium-kromát, SrCr04, g/I	5–10
Kálium-dikromát, K2Cr207, g/l	7–10
Hőmérséklet, °C	35–40
Katódos áramsűrűség, A/dm2	10–20
Az elektrolit kloridot nem tartalmazhat.
- Tömegkrómozó elektrolit.

Ömlesztett alkatrészek krómozására kifejlesztették az ún. tömegkrómozó elektrolitot. Összetétele és az üzemi feltételek:
Króm (VI)-oxid, Cr03, g/l	250
Ammónium-fluorid, NH4F, g/l	1,5
Króm-szulfát, Cr2(SO4)3, g/l	3
Hőmérséklet, °C	25
Katódos áramsűrűség, A/dm2	5–8
Az elektrolit árammegszakadásra kevésbé érzékeny.
Anódként oldhatatlan ólomanódot alkalmaznak, kénsavas elektrolitban 7-8% antimon tartalmú kemény ólom-, fluoridtartalmú elektrolitokban ónnal vagy ónnal és ezüsttel ötvözött ólomanód használata indokolt.
Újabban ömlesztett alkatrészek bevonására a krómhoz hasonló megjelenésű ón-kobalt bevonatok előállítására alkalmas elektrolitokat is használnak